# Karen (pigenavn)
| Drenge- | Drenge-   | Pige- | Pige-    | Efter- | Efter-      |
| ------- | --------- | ----- | -------- | ------ | ----------- |
| 1       | Peter     | 1     | Anne     | 1      | Nielsen     |
| 2       | Michael   | 2     | Mette    | 2      | Jensen      |
| 3       | Lars      | 3     | Kirsten  | 3      | Hansen      |
| 4       | Jens      | 4     | Hanne    | 4      | Andersen    |
| 5       | Thomas    | 5     | Anna     | 5      | Pedersen    |
| 6       | Henrik    | 6     | Helle    | 6      | Christensen |
| 7       | Søren     | 7     | Maria    | 7      | Larsen      |
| 8       | Christian | 8     | Susanne  | 8      | Sørensen    |
| 9       | Martin    | 9     | Lene     | 9      | Rasmussen   |
| 10      | Jan       | 10    | Marianne | 10     | Jørgensen   |

 For alternative betydninger, se Karen. (Se også artikler, som begynder med Karen)
Karen er et pigenavn, der er en dansk kortform af Katharina, som betyder "ren". Navnet anvendes også bredt i engelsktalende lande, og på dansk forekommer desuden varianter som Karin, Carin og Karna. Omkring 44.000 danskere bærer et af disse navne ifølge Danmarks Statistik. Navnet Karina er endvidere tæt forbundet med Karen.
I Armenien er Karen et drengenavn.

## Kendte personer med navnet
- Karen Rosenberg, dansk sanger.
- Karen Berg, dansk skuespiller.
- Karen Margrethe Bjerre, dansk skuespiller.
- Karen Blixen, dansk forfatter.
- Karin Boye, svensk forfatter.
- Karen Brunés, dansk forfatter.
- Karen Brødsgaard, dansk håndboldspiller.
- Karen Busck, dansk sanger.
- Karen Carpenter, amerikansk musiker.
- Karen Caspersen, dansk skuespiller.
- Karen Dissing, dansk journalist.
- Karin Fossum, norsk forfatter.
- Karen Hækkerup, dansk politiker
- Karen Jeppe, dansk missionær.
- Karen Jespersen, dansk journalist og politiker.
- Karen Jønsson, dansk skuespiller og sanger.
- Karen J. Klint, dansk folketingsmedlem.
- Karen Lykkehus, dansk skuespiller.
- Karen Marie Løwert, dansk skuespiller.
- Karin Mortensen, dansk håndboldspiller.
- Karen-Lise Mynster, dansk skuespiller.
- Karin Nellemose, dansk skuespiller.
- Karin Nødgaard, dansk folketingsmedlem.
- Karen Poulsen, dansk skuespiller.
- Karin Riis-Jørgensen, dansk jurist og politiker.
- Karen Taft, dansk balletdanser.
- Karen Thisted, dansk journalist.
- Karen Wegener, dansk skuespiller.
- Karen Aabye, dansk journalist og forfatter.

## Navnet anvendt i fiktion
- Karen Jensen er navnet på en figur i tv-serien Krøniken, der spilles af Pernille Højmark.
- Karen, Maren og Mette er en dansk film fra 1954.
- Karnas arv er en roman af Herbjørg Wassmo.
- Karin Sommer er navnet på en figur, der er hovedperson i flere romaner af Gretelise Holm.